# Wacław Miciński

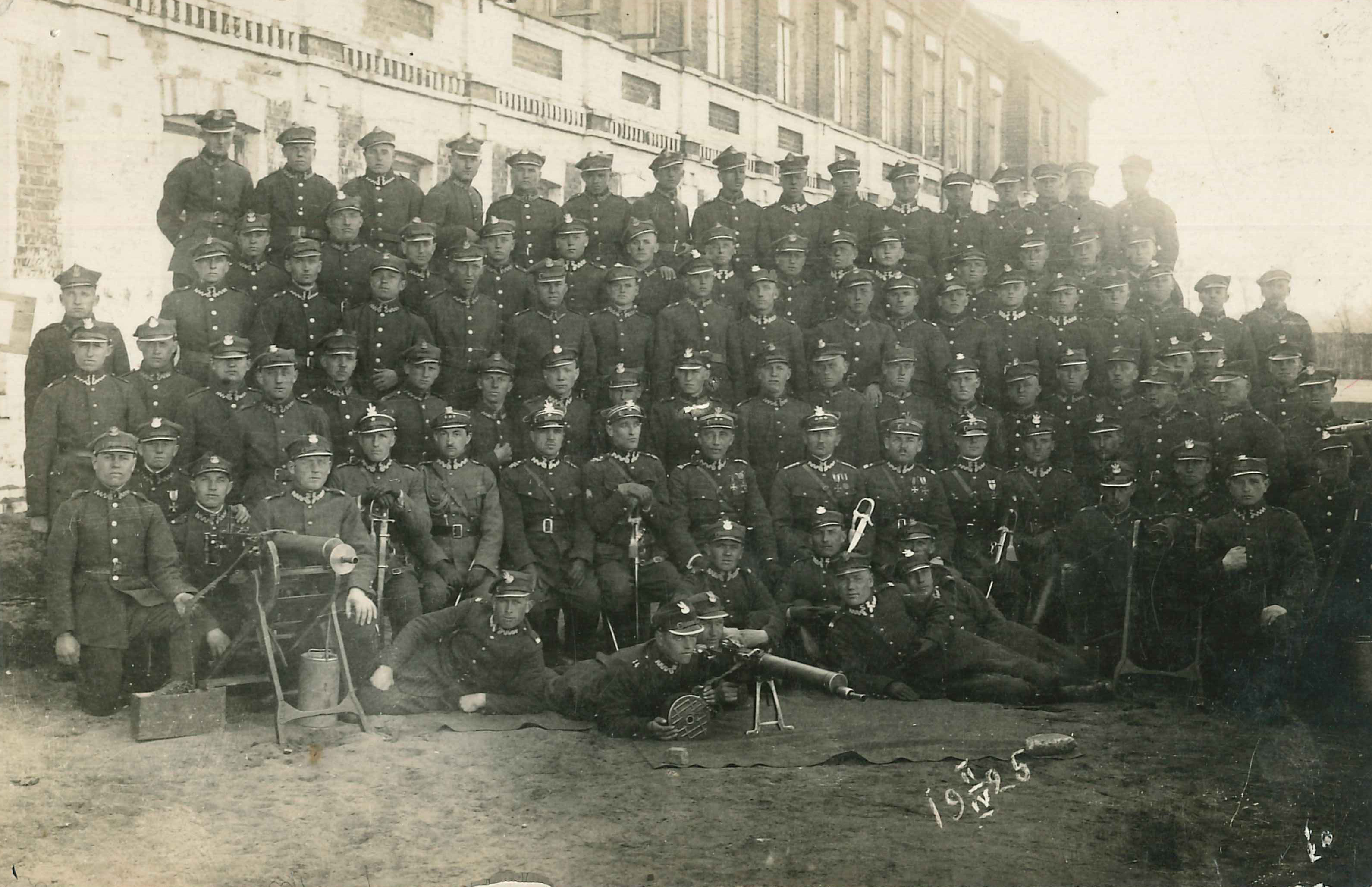
Pododdział 14 pułku piechoty w kwietniu 1925. Podporucznik Wacław Miciński siedzi oparty o szablę przy ckm-ie z lewej strony zdjęcia.

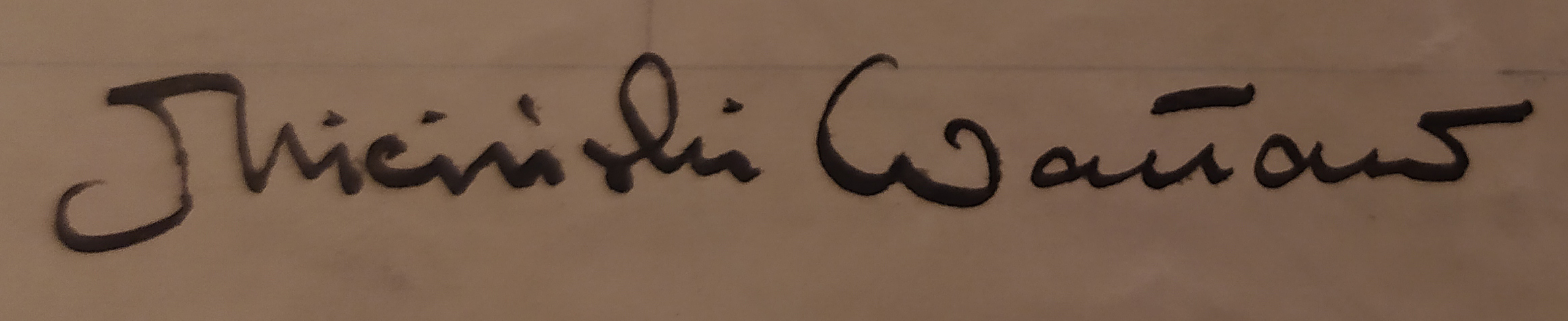
Podpis kpt. Wacława Micińskiego.

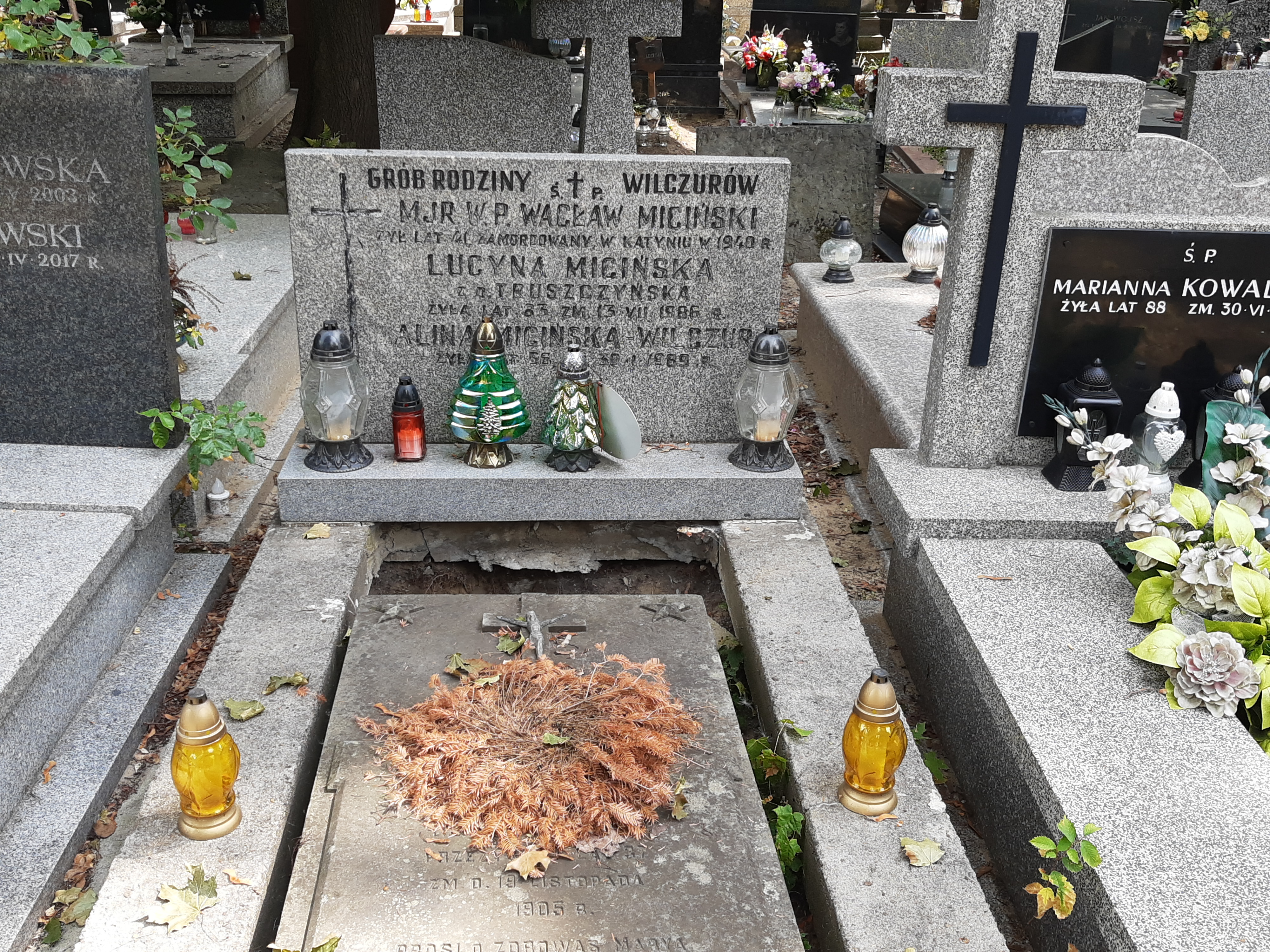
Grób symboliczny Wacława Micińskiego na Cmentarzu Bródnowskim.

Wacław Miciński (ur. 29 sierpnia?/11 września 1900 w Kijowie, zm. wiosną 1940 w Charkowie) – kapitan piechoty Wojska Polskiego II Rzeczypospolitej, ofiara zbrodni katyńskiej.

## Życiorys
Urodził się 11 września 1900 roku w Kijowie jako syn Józefa i Stanisławy z Masztakowskich. Ukończył gimnazjum realne. W Wojsku Polskim służył od 1919 roku, brał udział w wojnie polsko-bolszewickiej – początkowo w szeregach 31 pułku piechoty strzelców kaniowskich . Następnie przeniesiono go do 49 pułku piechoty i już jako plutonowy tegoż pułku odznaczony został, za okazane męstwo, Krzyżem Walecznych (jako kawaler tego odznaczenia wymieniony został w Roczniku Oficerskim z 1924 roku). Kolejnym etapem jego kariery wojskowej była służba w 14 pułku piechoty, z którego, na przełomie czerwca i lipca 1921 roku, oddelegowany został do poprowadzenia obozu dla młodzieży (obóz ten zorganizowano pod auspicjami Komendy Okręgowej ZHP, nad jeziorem Łuba w pobliżu Włocławka). W I połowie lat 20. XX w. zajmował stanowisko komendanta hufca harcerzy, wchodzącego w skład Chorągwi Harcerzy ZHP Włocławek, kierowanej przez księdza Antoniego Bogdańskiego.
Absolwent Szkoły Podchorążych Piechoty w Warszawie, w której kształcił się (wraz ze szkoleniem unitarnym) w okresie od dnia 1 lipca 1921 r. do dnia 7 lipca 1922 roku (uczył się w klasie 41 im. gen. Bema i klasie 44 im. płk. Piotra Wysockiego). Szkołę Podchorążych Piechoty ukończył z 1. lokatą. W okresie od 10 sierpnia 1922 roku do 3 lipca 1923 r. pobierał naukę na kursie w Oficerskiej Szkole Piechoty (utworzonej przy Szkole Podchorążych Piechoty) – w klasie 50 (utworzonej z klas unitarnych 41 i 44), której nazwę zmieniono w międzyczasie na I promocję Oficerskiej Szkoły Piechoty. Uroczysta promocja tegoż kursu odbyła się w dniu 3 lipca 1923 roku. Wacław Miciński, jako prymus rocznika, otrzymał od Prezydenta RP Stanisława Wojciechowskiego ufundowaną przez niego szablę. Dekretem Prezydenta Rzeczypospolitej z dnia 2 lipca 1923 r. został mianowany podporucznikiem w korpusie oficerów piechoty, ze starszeństwem z dnia 1 lipca 1923 roku i 1. lokatą. Rozporządzeniem ministra spraw wojskowych, gen. broni Stanisława Szeptyckiego, jako nowo promowany oficer został wcielony do włocławskiego 14 pułku piechoty na stanowisko dowódcy plutonu. We wrześniu 1923 roku objął również kierownictwo nad referatem PW i WF. Prezydent Rzeczypospolitej Stanisław Wojciechowski przemianował z dniem 1 lipca 1923 r. Wacława Micińskiego na oficera zawodowego w korpusie oficerów piechoty (w randze podporucznika), co ogłoszone zostało dekretem z dnia 16 listopada 1923 roku.
Do końca sierpnia 1928 roku służył we włocławskim pułku. Rozporządzeniem Prezydenta Rzeczypospolitej z dnia 21 grudnia 1925 r. awansowany został do stopnia porucznika, ze starszeństwem z dnia 1 lipca 1925 roku i 1. lokatą w korpusie oficerów piechoty. Z dniem 22 marca 1926 roku został przeniesiony służbowo (na podstawie rozporządzenia ministra spraw wojskowych – gen. broni Lucjana Żeligowskiego) na trzyipółmiesięczny kurs w poznańskiej Centralnej Wojskowej Szkole Gimnastyki i Sportów. Po ukończeniu tego kursu pełnił między innymi funkcję instruktora WF we włocławskim pułku. Porucznik Wacław Miciński działał aktywnie na polu propagowania wychowania fizycznego i przysposobienia wojskowego. W lutym 1927 roku został szefem działu PW i WF włocławskiej Komendy Chorągwi ZHP. Z dniem 15 października 1927 r. został przeniesiony służbowo do Poznania, na 9-miesięczny kurs instruktorów wychowania fizycznego zorganizowany w tamtejszej Centralnej Wojskowej Szkole Gimnastyki i Sportów.
Zarządzeniem ministra spraw wojskowych – marszałka Józefa Piłsudskiego – opublikowanym w dniu 24 lipca 1928 roku, został przeniesiony z dniem 1 września 1928 roku (w korpusie oficerów piechoty) macierzyście do kadry oficerów piechoty z równoczesnym przeniesieniem służbowym do Szkoły Podchorążych Piechoty w Ostrowi Mazowieckiej. W szkole tej pełnił służbę do września 1934 roku, zajmując między innymi stanowisko instruktora WF (rok szkolny 1928/29) i oficera wychowania fizycznego (rok szkolny 1929/30). Podczas kursu 10. Promocji SPP im. gen. dyw. Kazimierza Fabrycego (1930-1933) zajmował w roku szkolnym 1931/1932 stanowisko komendanta klasy „N” w 8. kompanii, a w roku szkolnym 1932/1933 stanowisko komendanta klasy „C” w 1. kompanii.  
W roku 1930 zajmował 1661. lokatę łączną wśród poruczników piechoty (była to 1. lokata w starszeństwie), a na dzień 1 lipca 1933 roku – 1027. lokatę łączną wśród poruczników piechoty.
Zarządzeniem Prezydenta RP Ignacego Mościckiego z dnia 22 lutego 1934 r. został awansowany na stopień kapitana, ze starszeństwem z dnia 1 stycznia 1934 roku i 88. lokatą w korpusie oficerów piechoty. Minister spraw wojskowych – Józef Piłsudski – przeniósł (w korpusie oficerów piechoty) z dniem 15 września 1934 roku kapitana Wacława Micińskiego ze Szkoły Podchorążych Piechoty do katowickiego 73 pułku piechoty. Służąc w tym pułku dowodził kompanią, a na dzień 5 czerwca 1935 roku zajmował 1945. lokatę łączną pośród kapitanów korpusu piechoty (86. lokatę w swoim starszeństwie). Za zasługi w służbie wojskowej odznaczony został przez Prezesa Rady Ministrów Srebrnym Krzyżem Zasługi (co ogłoszono w dniu 11 listopada 1937 roku).
Na dzień 23 marca 1939 roku zajmował już 74. lokatę wśród kapitanów korpusu piechoty w swoim starszeństwie i pełnił służbę w Dowództwie Okręgu Korpusu Nr I – w I Okręgowym Urzędzie WF i PW. Zajmował wówczas stanowisko komendanta Legii Akademickiej jednej z uczelni.

## Kampania wrześniowa
Na dzień 1 września 1939 roku zgodnie z przydziałem mobilizacyjnym objął stanowisko dowódcy II batalionu 116 pułku piechoty rezerwowego, wchodzącego w skład 41 Dywizji Piechoty Rezerwowej. Batalion ten mobilizowany był przez 71 pułk piechoty z Zambrowa. W dniu 4 września II i III batalion 116 pp rez. wraz z dowództwem pułku oraz III dywizjonem 51 pal stanowiły odwód gen. bryg. Wacława Piekarskiego (dowódcy 41 DP Rez.) podczas planowanego ataku Grupy Operacyjnej „Wyszków” w kierunku na zachód od Pułtuska. Batalion kapitana Micińskiego rozlokowany był w tym czasie koło stacji kolejowej Pasieki. Dzień później II i III bataliony 116 pp rez. ześrodkowane zostały w lesie w rejonie Małaszek i Wólki Grochowej. W tym dniu 116 pp rez. wystawił również czatę w pobliżu miejscowości Dzbądz i Brzuze, którą stanowiła 5 kompania strzelecka. Dnia 6 września po południu czata ta została wyparta przez nieprzyjacielski 1 pułk kawalerii z 1 Brygady Kawalerii. Planowany przez gen. Piekarskiego wieczorny atak z lasu Kobylin w kierunku Dzbądza nie doszedł do skutku, a 116 pp rez. odmaszerował w kierunku Pułtuska. Po północy pułk został skierowany do Puszczy Białej. W kolejnych dniach pułk brał udział w obronie Bugu, a w dniu 10 września został rozproszony przez niemieckie lotnictwo w trakcie marszu i koncentrował się ponownie w okolicach Żulina. Następnie razem z resztą 41 DP Rez. (wchodzącej w skład wojsk Frontu Północnego) przemieszczał się na Lubelszczyznę i Zamojszczyznę. W dniu 17 września dokonano reorganizacji wojsk Frontu Północnego, w wyniku której kapitan Wacław Miciński ponownie objął dowodzenie nad II batalionem 116 pp rez. (pułk ten był już wówczas dwubatalionowy, a w jego skład wchodził I batalion mjr. Emila Cimury i II batalion kpt. Micińskiego).
Po agresji ZSRR na Polskę kapitan Wacław Miciński w bliżej nieznanych okolicznościach dostał się do niewoli sowieckiej. Przetrzymywany był w obozie w Starobielsku. Wiosną 1940 roku został zamordowany przez funkcjonariuszy NKWD w Charkowie i pogrzebany potajemnie w bezimiennej mogile zbiorowej w Piatichatkach, gdzie od 17 czerwca 2000 roku mieści się oficjalnie Cmentarz Ofiar Totalitaryzmu w Charkowie. Figuruje na Liście Starobielskiej NKWD pod poz. 2288. Jego grób symboliczny znajduje się na cmentarzu bródnowskim w Warszawie, w miejscu pochówku jego żony i córki (sektor: 25H, rząd: 7, grób: 24).
5 października 2007 roku minister obrony narodowej Aleksander Szczygło mianował go pośmiertnie na stopień majora. Awans został ogłoszony 9 listopada 2007 roku w Warszawie, w trakcie uroczystości „Katyń Pamiętamy – Uczcijmy Pamięć Bohaterów”.

## Rodzina
W dniu 25 czerwca 1925 r. we włocławskim kościele parafialnym pw. św. Jana Wacław Miciński zawarł związek małżeński z Lucyną Antoniną z Truszczyńskich (ur. 29 czerwca 1903 r. w Ostrówku parafii Trzeszczany, zm. 13 lipca 1986 r. w Warszawie), córką Antoniego i Stefanii z Biernackich. Zgodę panu młodemu na ślub wydał Dowódca Okręgu Korpusu Nr VIII w dniu 24 kwietnia 1925 r., a sakramentu małżeństwa udzielił kapelan 14 pp – ksiądz Stanisław Murasik. W dniu 18 maja 1926 r. urodził im się we Włocławku syn Jan Antoni, natomiast dnia 18 marca 1932 r. przyszła na świat w Ostrowi Mazowieckiej córka Alina Maria (zmarła 31 stycznia 1989 roku w Warszawie, nazwisko po mężu – Wilczur).

## Ordery i odznaczenia
- Krzyż Walecznych[3]
- Srebrny Krzyż Zasługi[28]
- Medal Pamiątkowy za Wojnę 1918–1921
- Medal Dziesięciolecia Odzyskanej Niepodległości